# 해리 S. 트루먼의 1949년 취임 연설

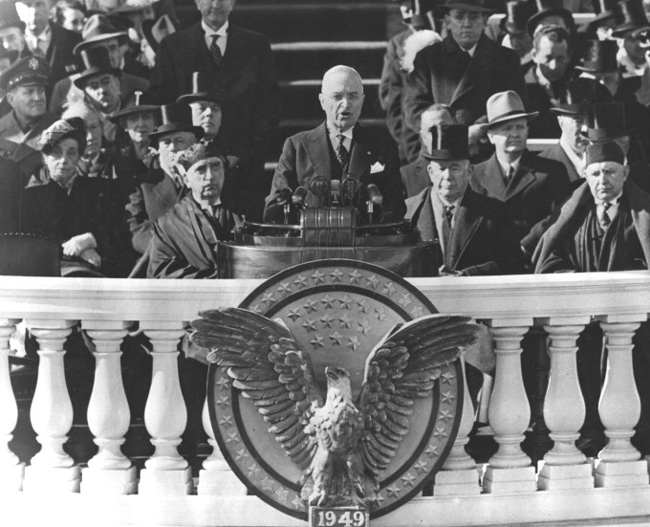
1949년 1월 20일 취임 연설을 하는 트루먼

해리 S. 트루먼의 취임 연설은 4대 강령 연설(Four Point Speech)로 알려져 있으며, 미국의 대통령 해리 S. 트루먼이 1949년 1월 20일 목요일에 발표했다.
제2차 세계 대전의 그림자에서 막 벗어난 세계에서 자유와 인권이 여러 측면에서 위협받는 것처럼 보이던 시기에 이것은 트루먼의 응답이었다.
트루먼은 민주당과 공화당 모두에게 전 세계에서 자유와 인권을 위해 투쟁하는 사람들을 돕고, 세계 경제 회복 프로그램을 계속하며, 국제 기구를 강화하고, 무지와 질병, 절망과의 싸움에서 전 세계 사람들이 스스로를 돕도록 미국의 전문 지식을 활용할 것을 촉구했다.

## 4대 강령
- 첫째, "우리는 유엔과 관련 기관에 대한 변함없는 지지를 계속할 것이며, 그들의 권위를 강화하고 효율성을 높이는 방법을 계속 모색할 것이다."
- 둘째, "우리는 세계 경제 회복을 위한 프로그램을 계속할 것이다."
- 셋째, "우리는 침략의 위험에 맞서 자유를 사랑하는 국가들을 강화할 것이다."
- 넷째, "우리는 과학적 발전과 산업 발전의 혜택을 저개발 지역의 개선과 성장에 활용하기 위한 대담한 새 프로그램을 시작해야 한다."